# Gare de Margaux
Gare de Margaux – przystanek kolejowy w Margaux, w departamencie Żyronda, w regionie Nowa Akwitania, we Francji.
Jest przystankiem Société nationale des chemins de fer français (SNCF). Obsługiwany jest przez pociągi TER Aquitaine. 

## Położenie

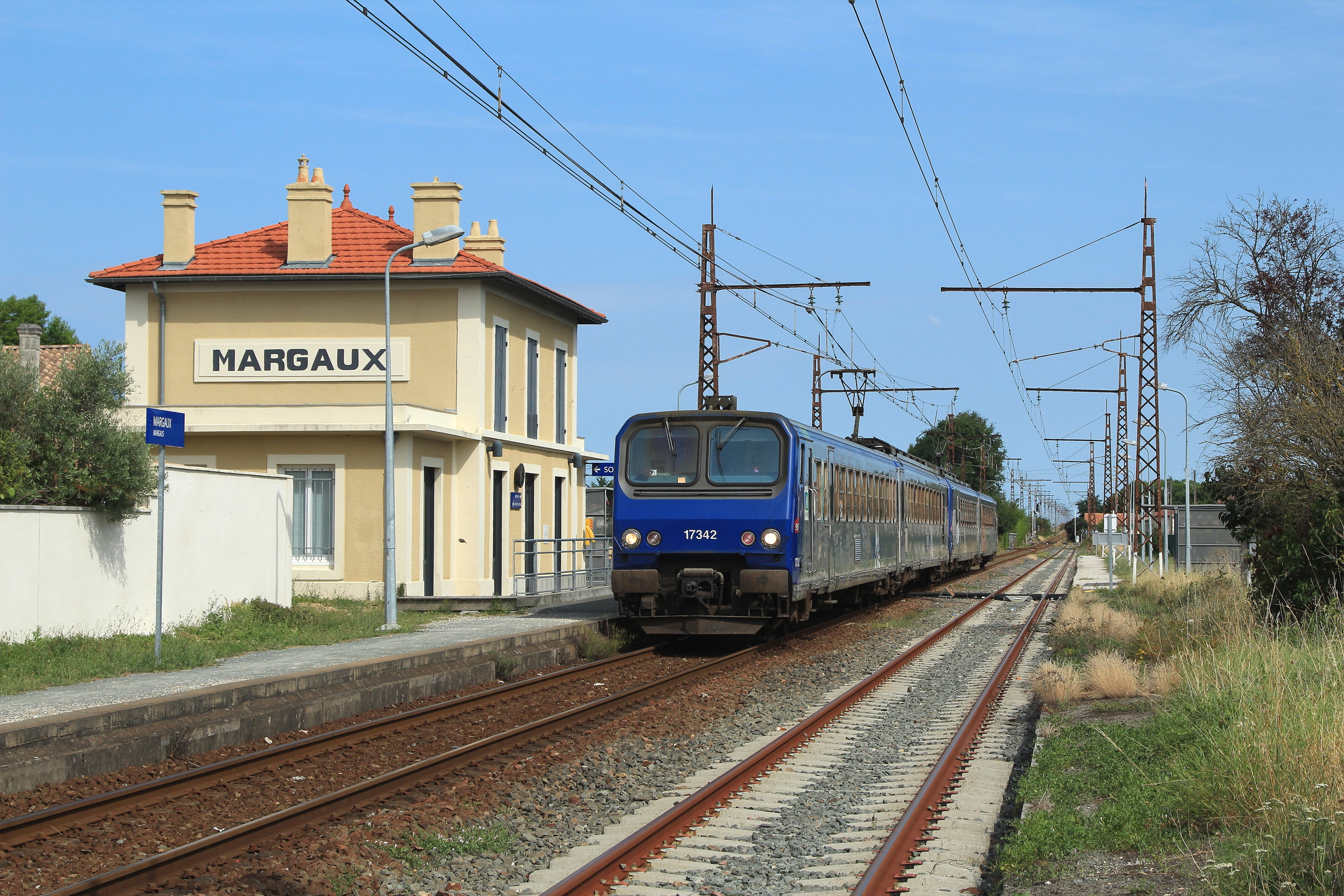

Znajduje się na 24,355 km linii Ravezies – Pointe-de-Grave, na wysokości 16 m n.p.m., między stacjami Macau i Moulis - Listrac. Od tych dwóch stacji oddzielają go odpowiednio obecnie nieczynne stacje Labarde i Soussans.

## Historia
Stacja została oddana do użytku w tym samym czasie, co pierwsza część linii Médoc, w 1868 roku. Kolej dotarła do Verdon dopiero w 1875 roku.
W 2019, według szacunków SNCF, roczna frekwencja stacji wyniosła 38 867 podróżnych.

## Linie kolejowe
- Ravezies – Pointe-de-Grave

## Obsługa podróżnych

### Infrastruktura
Dworzec SNCF, posiada budynek pasażerski, z kasami biletowymi, czynny od poniedziałku do piątku, nieczynne w soboty, niedziele i święta.
Przejście w poziomie szyn umożliwia przejście torów w celu uzyskania dostępu do peronów.
Znajduje się tu parking dla rowerów oraz dla pojazdów.

### Połączenia
Margaux jest obsługiwane przez pociągi TER Nouvelle-Aquitaine, które kursują między Bordeaux-Saint-Jean i Lesparre. Poza Lesparre niektóre pociągi kursują do lub z Verdon, a nawet z La Pointe-de-Grave w lipcu i sierpniu.